# District de Yanliang
Le district de Yanliang (阎良区 ; pinyin : Yánliáng Qū) est une subdivision administrative de la province du Shaanxi en Chine. Il est placé sous la juridiction de la ville sous-provinciale de Xi'an.